# 1997년 한국프로야구
1997년 한국프로야구는 한국프로야구의 16번째 시즌이다. 해태 타이거즈가 9번째 우승을 차지했다.